# Adient

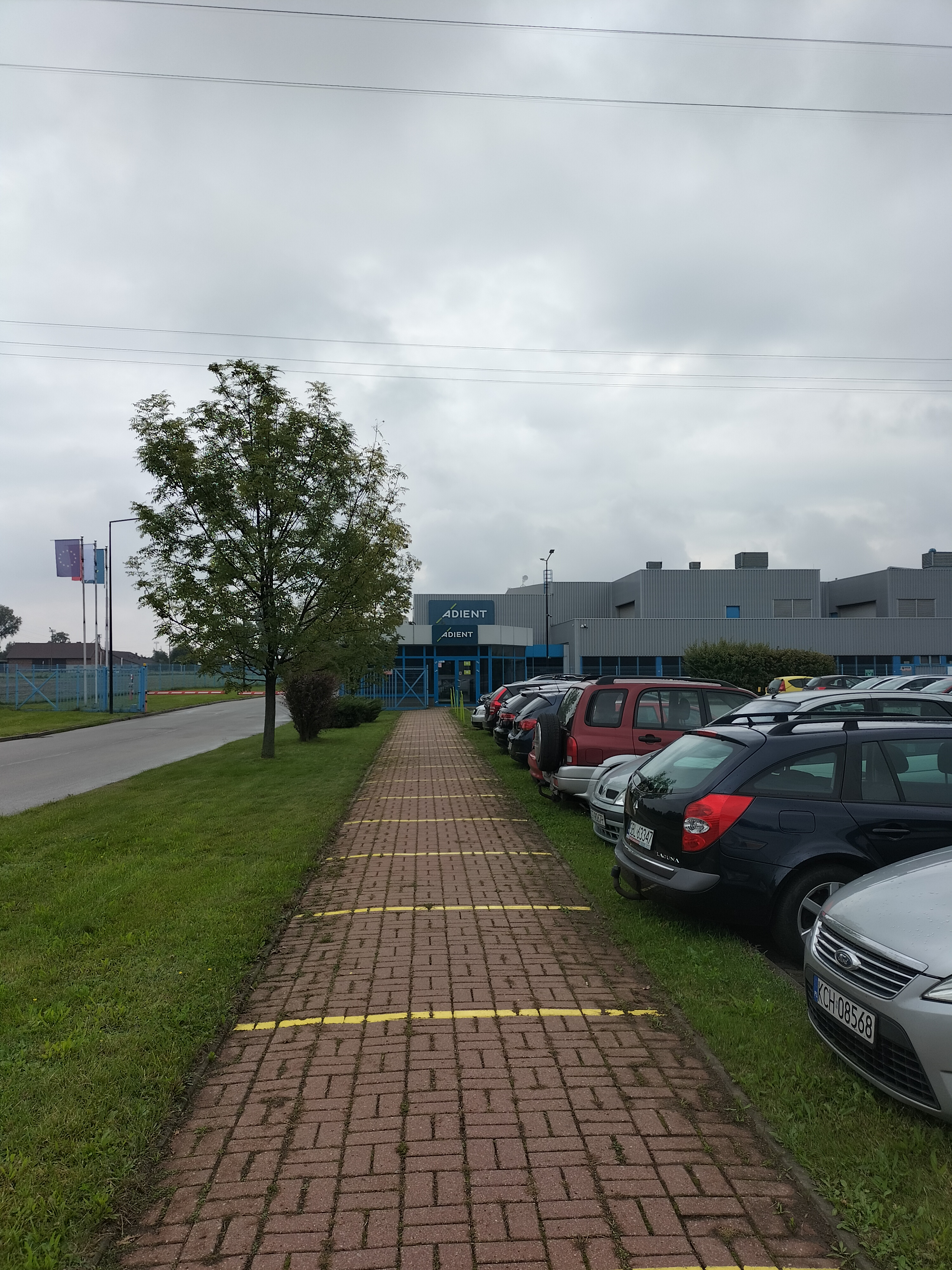

Adient plc è un'azienda automobilistica con sede in Irlanda che produce sedili per automobili in tutto il mondo, ha sede a Plymouth nel Michigan.

## Storia
A partire dal 2017, Adient era il più grande produttore al mondo di sedili auto, rappresentando un terzo delle entrate globali dei mercati e fornendo componenti per 25 milioni di veicoli.
Adient è stata fondata come spin-off da Johnson Controls nel 2016, stabilendo il suo domicilio legale a Dublino, in Irlanda.
Johnson Controls era entrato nel settore dei sedili automobilistici nel 1985 acquisendo Hoover Universal.
Nel settembre 2017, Adient ha acquisito Futuris, produttore di sedili automobilistici con sede a Oak Park, Michigan, da Clearlake Capital, che ha aggiunto 15 strutture in Asia e Nord America, tra cui una con sede a Newark, California e che si prevede aumentasse entrate dell'azienda di $ 0,5 miliardi all'anno.
A partire dal 2017, Adient ha impiegato 86.000 persone in 250 stabilimenti di produzione/assemblaggio, in 34 paesi.
Nel 2016, Adient ha annunciato l'intenzione di spostare la sede operativa globale nell'edificio Marquette di Detroit , ma ha annullato tali piani a giugno 2018.
Nel gennaio 2018, è stata costituita una joint venture tra Adient (50,01%) e Boeing (49,99%) per sviluppare e produrre sedili di aereo di linea per nuove installazioni o retrofit, un mercato da 4,5 miliardi di dollari nel 2017 che salirà a 6 miliardi di dollari entro il 2026, con sede a Kaiserslautern vicino a Francoforte e distribuito dalla controllata Boeing, con il suo centro di assistenza clienti a Seattle.
Nel febbraio 2020 Adient ha annunciato di aver accettato di vendere la sua quota del 30% in Yanfeng Global Automotive Interior Systems a Yanfeng Automotive Trim Systems 379 milioni di dollari
Nel marzo 2020, Adient ha stipulato un accordo per vendere la sua attività di produzione di tessuti per autoveicoli a Sage Automotive Interiors per $ 175 milioni.